# Igaz Szó
Igaz Szó (1954-1989) Marosvásárhelyen kiadott szépirodalmi folyóirat. 1953 júniusától kéthavonta, 1954 januárjától havonta jelent meg. Címlapján feltüntetett önmeghatározása szerint 1953 márciusától az RNK írószövetsége Magyar Autonóm Tartományi Fiókjának folyóirata; 1957 januárjától "Szépirodalmi folyóirat"; 1962 márciusától "Szépirodalmi folyóirat. A Román Népköztársaság Írószövetségének havi folyóirata"; 1965 augusztusától "Szépirodalmi folyóirat. Románia Szocialista Köztársaság Írószövetségének havi folyóirata"; 1969 januárjától az RSZK Írószövetségének havi folyóirata. A romániai rendszerváltás után a folyóirat jogutódja a Látó lett.

## Szerkesztői
Főszerkesztője indulásától Hajdu Győző. Gyakorlatilag ő vezette a folyóiratot 1963 júliusa és 1970 májusa között is, bár ekkor a kolofon Kovács Györgyöt jelölte meg főszerkesztőként. Főszerkesztő-helyettes volt az évek során Gagyi László, Gálfalvi Zsolt, Papp Ferenc, Márki Zoltán, Sütő András; 1970 májusától e szerepet Jánosházy György töltötte be. Szerkesztőként dolgozott a folyóiratnál Deák Tamás, Éltető József, Erőss Attila, Izsák József, Kiss Jenő, Majtényi Erik, Nagy Pál, Oláh Tibor, Szemlér Ferenc, Szilágyi Domokos.
A lapnak állandó szerkesztője volt Bukarestben Szemlér Ferenc, utána Gálfalvi György, majd Majtényi Erik, Kolozsvárt sorrendben Marosi Péter, Deák Tamás, Szilágyi Domokos, Jánosházy György, Kiss Jenő. Kolozsvári szerkesztő Panek Zoltán, sepsiszentgyörgyi szerkesztő Farkas Árpád.

## Kortárs romániai magyar irodalom
A mai romániai magyar irodalom egy jelentős része az Igaz Szó hasábjain jelent meg. A folyóiratnak sikerült áttörnie az 1950-es évek dogmatikus beszűküléseit, bevonva a népi írók és Tamási Áron sokáig megtagadott művészetét a szocialista kultúra vállalt és ápolt hagyományai közé. Egész fennállása alatt közös fóruma volt minden romániai magyar írónak, és utat nyitott minden új művészi kísérletezésnek. Indulásától kezdve sikerült munkatársai közé vonni az idősebb nemzedék legnevesebb alkotóit, Tompa Lászlót, Szentimrei Jenőt, Molter Károlyt, az akkori középnemzedékhez tartozó Kovács Györgyöt, Nagy Istvánt, Asztalos Istvánt, Horváth Istvánt, Szemlér Ferencet, Kiss Jenőt, valamint a második világháború után indult legtehetségesebb írókat, mindenekelőtt Sütő Andrást, Szabó Gyulát, Papp Ferencet, Székely Jánost, Majtényi Eriket, Fodor Sándort. Itt kapták az első elismerően számba vevő sorokat a Forrás első nemzedékének alkotói (Gálfalvi Zsolt: Hat új név. 1956/12; Elekes Ferenc, Szives Sándor, stb.). Ugyanígy az 1960-as, majd az 1970-es években feltűnt fiataloknak is a folyóirat igyekezett műveik közlésével, kerekasztal-megbeszéléseken és irodalmi színpadon fellépést biztosítani.
Az Igaz Szó különleges szerepet töltött be az irodalmi közírás, az irodalompolitikai publicisztika kifejlesztése terén, gondja volt az esszé mint műfaj ápolására, s szívesen újította fel a nép szolgálata szellemében akár a szociográfiai riportot, akár a visszaemlékezést a honi történésekre, a memoárirodalom erdélyi hagyományát.
A romániai magyar irodalom néhány kiemelkedő műve először az Igaz Szó hasábjain kapott nyilvánosságot. A folyóirat közölte többek közt Sütő András Anyám könnyű álmot ígér című naplójegyzeteit (részletekben), drámái közül itt jelent meg az Egy lócsiszár virágvasárnapja, a Csillag a máglyán és a Káin és Ábel, valamint a Vidám sirató egy bolyongó porszemért című játék; itt kapott nyilvánosságot Székely János három drámája, a Caligula helytartója, a Hugenották és a Vak Béla király, nemkülönben Deák Tamás drámája is, Az érsek imája.

## A román irodalom klasszikusainak bemutatása
Indulásától kezdve az Igaz Szó arra törekedett, hogy a román irodalom legjobb alkotásaira felhívja olvasói figyelmét. Az évek során teljes vagy súlypontos számokat szentelt a román irodalom klasszikusainak, többek közt Eminescu, Coșbuc, Creangă, Vasile Alecsandri személyiségének, az évfordulók alkalmával hangsúlyozva életművük máig sugárzó tanulságait. Sadoveanu, Arghezi, Zaharia Stancu művei előtt még életükben egy-egy különszámmal tisztelgett. A kortárs román irodalomból közölt fordítások áttekintésekor egy idejét múlt ranglista nyomait is felfedezhetjük, de az is tény, hogy egy-egy fiatal alkotóra vagy jelentős műre sokszor azonnal felfigyeltek az Igaz Szó műfordítói. Ana Blandiana versei például – Kányádi Sándor fordításában – már 1965-ben megjelennek a folyóiratban, Ion Alexandru versei – ugyancsak Kányádi fordításában – 1966-ban, s Alexandru Ivasiuc, D. R. Popescu, Marin Preda nagy sikerű regényeiből megjelenésükkel párhuzamosan közölt részleteket a lap. A fordítók között leggyakrabban Fodor Sándor, Franyó Zoltán, Deák Tamás, Jánosházy György, Kányádi Sándor, Kiss Jenő, Papp Ferenc, Székely János, Szemlér Ferenc, Szilágyi Domokos, Tóth István, Veress Zoltán nevével találkozunk.

## Magyar klasszikusok bemutatása
Az évek során a folyóirat Ady Endre (1957/11 és 1977/10), Petőfi (1969/7), Bartók Béla (1970/9 és 1981/2), a Bolyaiak (1972/3), Móricz Zsigmond (1978/6), Bethlen Gábor (1980/9) és Arany János (1982/10) emléke előtt tisztelgett ünnepi összeállításokkal, amelyek a szakemberek és olvasók körében itthon és határon túl egyaránt elismerést váltottak ki. Különszámmal emlékezett meg a folyóirat a romániai magyar irodalom szocialista hagyatékáról (1973/7) s különszámban mutatta be olvasóinak a romániai német nyelvű irodalom alkotóit (1971/2).

## A lap szerepe az irodalmi közéletben
Az Igaz Szó hathatósan hozzájárult az irodalmi élet megszervezéséhez, a romániai magyar irodalom öntudatának, önmagáról alkotott képének alakításához. Ebben fontos szerepet töltöttek be az Igaz Szó ankétjai, kerekasztal-megbeszélései, a lap hasábjain folyó viták. Így kerekasztalnál tárgyalták meg a Forrás második nemzedékének fiatal alkotóival az írói elkötelezettséget (1968/5), a romániai magyar dráma kérdéseit (1970/11), Kántor Lajos és Láng Gusztáv irodalomtörténetét (1972/1–4); volt kerekasztal-vita a szociográfiai írásokról (1974/7), "a sajátosság méltóságáról" (1978/9 és 1979/1), a romániai magyar regényről (1979/11) s az irodalombírálatról (1982/1–2).
Az Igaz Szónak az olvasókkal való kapcsolatát szolgálták a gyakori író–olvasó találkozók, az Igaz Szó Irodalmi Köre és Színpada, továbbá a szerkesztőség gyűléstermében rendezett Műhely-találkozók.

## Fiatal magyar írók a lap hasábjain
A folyóirat kezdettől fogva igyekezett fórumhoz segíteni a fiatal írókat. Az 1970-es években gyakoribbá válnak a "Növekvő nemzedék" és az "Irodalmi körök műhelyében" című rovatok, majd az irodalmi körökkel külön-külön folytatott párbeszédek után az Igaz Szó 1977 augusztusában megrendezte a romániai magyar fiatal írók találkozóját; ezt 1978-ban két újabb találkozó követi. Már 1977 augusztusában a folyóirat különszámot szentel a fiatal íróknak, 1978-ban az Igaz Szó mellékleteként megjelenik a Fiatalok Gálfalvi György és Markó Béla szerkesztésében (három szám, a Tavasz, a Nyár és az Ősz negyedévenként külön füzetben, a Tél a lap 1970. decemberi számába bekötve), a második Forrás-nemzedéket követő új irodalmi hullám tagjait juttatta nyilvánossághoz. Főbb munkatársai: Adonyi Nagy Mária, Boér Géza, Bréda Ferenc, Egyed Péter, Horváth Alpár Szilamér, Hürkecz István, Mózes Attila, Palotás Dezső, Szász László, Veress Gerzson.
1980-ban a folyóirat Ötödik Évszak címmel önálló antológiát ad ki fiatal írók és képzőművészek munkáiból. 1981-ben az Igaz Szó hasábjain mutatkozott be  verseivel Veress Endre költő.

## Humor és szórakoztatás
Az Igaz Szó 1981-ben évkönyvet jelentetett meg Legyünk humorunknál címmel, szerkesztette Panek Zoltán és Farkas Árpád. 1982-ben indult a lap két új melléklete: a tarka, szórakoztató, külön forgalmazott Delfin és a betétként közreadott Diákszínpad.

## Segítség a tanároknak és a tanulóknak
A folyóirat külön rovatban ("Irodalom és Iskola") műelemzések, írói reflexiók, önéletrajzi visszaemlékezések és írói fényképek közlésével igyekszik a tanulók és tanárok munkáját segíteni; elsősorban számukra készültek az Igaz Szó könyvjelzői is, amelyek fényképekkel, rövid életrajzi adatokkal és bibliográfiával mutatják be a romániai magyar irodalom alkotóit. Bár az Igaz Szó elsősorban szépirodalmi folyóirat, "Művészvilág" c. rovatában időről időre elemző cikkeket közöl a romániai magyar színjátszás, képzőművészet és zenei élet problémáiról. Az 1970-es Bartók Béla-emlékszám közli a romániai magyar zeneszerzők életrajzi adatait; 1972 novemberében a lap nagy visszhangot kiváltó különszámban gazdag műmellékleten mutatja be a romániai magyar képzőművészek alkotásait és rögtönzött kislexikonban ismerteti az alkotók életpályáját; 1976 januárjában különszám foglalkozik a romániai magyar színművészet égető kérdéseivel.

## Kitekintés a világirodalomra
Lehetőségeihez mérten az Igaz Szó igyekszik kitekintést nyújtani olvasóinak a világirodalomra. 1974-ig több-kevesebb rendszerességgel megjelenő rovatok – a "Fordítók műhelye" és a "Kilátó" – szolgálták ezt a célt; 1974 januárjától a laptestbe bekötve ugyancsak Kilátó címmel jelenik meg a folyóirat színes papírra nyomott világirodalmi melléklete, mely egy-egy ország, ill. nyelvterület irodalmából nyújt alkalmi válogatást.

## A folyóirat képi megjelenítése
Gy. Szabó Béla a szerkesztőség kérésére készítette el fametszetben a stilizált Apáczai-fejet, amely az olvasó ember jelképeként az 1957. januári számtól kezdődően került a folyóirat fedőlapjára, majd később a címoldalra.